# 曾彝进
曾彝进（1877年?—?），字叔度，四川华阳县人，清朝及中华民国政治人物、语言学家。

## 生平
曾彝进是清朝光绪癸已科副贡，日本京都帝国大学法政科毕业。历任工部主事，大理院六品推事，邮传部主事。历充考察日本宪政大臣二等书记官，资政院秘书官。
中华民国成立后，他历任袁世凯大总统府秘书、政事堂参议、约法会议议员，授上大夫，三等嘉禾章。1919年，他成为国语统一筹备会委员。

## 著作
- 默識齋叢稿
  - 有音四聲記號說（默識齋叢稿一）
  - 新反切法（默識齋叢稿二）
  - 千字音（默識齋叢稿三）
  - 数目字音标（默識齋叢稿四）
  - 喀那注音定式（默識齋叢稿五）
- 官制篇（李景龢，曾彝进录）